# Roberto Saluzzo di Monesiglio
Giuseppe Roberto Leone Saluzzo conte di Monesiglio e Cervignasco (Torino, 1781 – Monesiglio, 1856) è stato un militare e nobiluomo italiano,distintosi nel corso della guerre napoleoniche. Dopo la restaurazione del 1814, fu promosso maggior generale e divenne e vicecomandante generale dell'Accademia militare di Torino, e promosso tenente generale nel 1838 divenne comandante la Divisione militare di Alessandria. Fu insignito del titolo di Cavaliere dell'Ordine Supremo della Santissima Annunziata.

## Biografia
Nacque a Torino nel 1781, all'interno della famiglia dei conti Saluzzo di Monesiglio, che aveva antiche tradizioni nobiliari piemontesi, figlio di Giuseppe Angelo e Maria Margherita Giuseppa Girolama Cassotti dei conti di Casalgrasso. Aveva una sorella, Diodata (1774-1840), celebre poetessa, e quattro fratelli che intrapresero a vari gradi la carriera militare : Cesare, Annibale (1776-1852), Alessandro e Federico (1780-1799)
Nel 1796 si arruolò nell'Armata Sarda come cadetto nel Reggimento "Savoia Cavalleria", divenendo cornetta il 17 aprile dello stesso anno. Combatte durante la campagna militare contro i francesi, e dopo l'occupazione del Piemonte passò al servizio dei francesi. Promosso tenente del 4º Reggimento "Dragoni Piemontesi" il 5 aprile 1799 si distinse a Magnano contro le truppe austro-russe, partecipando poi all'assedio della cittadella di Alessandria.  Promosso capitano e poi maggiore, partecipò alla campagna militare in Prussia nel 1806, a quella in Polonia del 1807, a quella di Russia del 1812 e a quella in Germania del 1813, dove fu ferito e fatto prigioniero di guerra. Dopo la restaurazione, il 2 ottobre 1814 rientrò in servizio nell'esercito piemontese come capitano del Reggimento "Savoia Cavalleria", venendo promosso maggiore il 30 maggio 1817. Divenne sotto aiutante generale applicato della Divisione di Alessandria il 25 agosto 1819, tenente colonnello di cavalleria il 28 gennaio 1821, durante i moti liberali di quell'anno rimase fedele al governo legittimista e combatte con l'Armata reale a Novara l'8 aprile. Venne insignito della Croce di Cavaliere dell'Ordine dei Santi Maurizio e Lazzaro  per essersi distinto al comando un distaccamento mandato in Lomellina per contenere i rivoltosi sulla riva destra del fiume Po il 15 ottobre. Fu promosso colonnello il 2 febbraio 1822, e insignito del titolo di Cavaliere dell'Ordine della Corona ferrea dal governo imperiale austriaco il 15 aprile successivo. Ricoprì l'incarico di addetto militare alla legazione in Russia, dal 19 aprile 1827 fu direttore scuola d'equitazione e veterinaria, e vicecomandante generale dell'Accademia militare di Torino dal 26 giugno 1830. Venne promosso maggior generale e aiutante di campo del re il 6 luglio 1831, e tenente generale comandante la Divisione militare di Alessandria il 20 marzo 1838.  Capitano comandante delle guardie del corpo de Re Carlo Alberto di Savoia dal 16 aprile 1839, ottenne la Gran croce dell'Ordine dei Santi Maurizio e Lazzaro il 1 aprile 1842. Cavaliere del Sovrano Ordine militare di Malta l'8 febbraio 1846, venne posto in pensione per motivi di salute l'8 febbraio 1848. Ritiratosi a vita privata, il 9 novembre 1853 fu insignito del titolo di Cavaliere dell'Ordine Supremo della Santissima Annunziata. Si spense nel 1856.

### Annotazioni
1. ↑  Federico, rimase ucciso giovanissimo il 5 aprile 1799 nella battaglia di Verona.

### Fonti
1. 1 2 3 4 5 6 7 8 9 10 11 12  Ilari, Shama 2008, p. 453.
2. 1 2 3 4 5  Ilari, Shama 2008, p. 454.